# تلمبه حسین‌آباد (فردوس)
تلمبه حسین‌آباد یک منطقهٔ مسکونی در ایران است که در دهستان فردوس (رفسنجان) واقع شده‌است.